# Walter Goetze
Walter Wilhelm Goetze o Walter W. Goetze [también escrito Götze] (17 de abril de 1883, Berlín – 24 de marzo de 1961, Berlín) fue un compositor alemán de operetas y revistas.

## Biografía
Walter Goetze era hijo de un alto funcionario ministerial en Berlín muy aficionado a la música. Tras graduarse de la escuela secundaria comenzó a estudiar música, siendo alumno del wagneriano Oskar Möricke. Tras acabar sus estudios, fue contratado como instrumentista en el cabaret berlinés Pêle-mêle y posteriormente en el Intimen Theatre, donde se destacó por vez primera vez como compositor de canciones, que luego integrará en sus operetas. Goetze continuará dirigiendo las orquestas de varios teatros de Berlín, sin dejar de componer. Su actividad autoral le permitirá, tras unos años, vivir como compositor independiente. En 1911 tuvo lugar el estreno de su vodevil Parkettsitz Nr. 10 en Hamburgo. Los éxitos llegarían un poco más tarde, en Berlín, en 1912. Desde entonces Goetze escribió una o dos obras nuevas escénicas cada año, principalmente operetas. El objetivo de Goetze fue renovar la opereta berlinesa. Su mayor éxito fue Ihre Hoheit die Tänzerin (1919), escrito en colaboración con los libretistas Richard Bars y Oskar Felix, que sólo en Berlín casi llegó a las 700 representaciones. Otros títulos destacados de su catálogo fueron Adrienne (1926) y Der goldene Pierrot (1934). Entre sus números procedentes de obras escénicas se puede destacar "Was wär' mein Lied, könnt' ich's dir nicht singen" de Der Page des Königs (1933) y "Das Branntweinlied" de la ya mencionada Adrienne (1926).

## Obras (selección)
- 1911: Parkettsitz Nr. 10, Posse mit Musik en un prólogo y tres actos (libreto: Herman Haller y Willi Wolff)
- 1912: Nur nicht drängeln, Posse mit Musik en tres actos (libreto: Richard Nessler y Willy Prager)
- 1914: Der liebe Pepi, opereta en tres actos (libreto: Bruno Decker y Otto Sprinzel)
- 1918: Am Brunnen vor dem Tore, Singspiel en tres actos (libreto: Oskar Felix)
- 1919: Ihre Hoheit, die Tänzerin, opereta en tres actos (libreto: Richard Bars y Oskar Felix)
- 1920: Die Spitzenkönigin, opereta en tres actos (libreto: Richard Bars y Oskar Felix)
- 1926: Adrienne, opereta en tres actos (libreto: versión original de Günther Bibo y Alexander Pordes-Milo; 1936 revisión de Oskar Felix.)
- 1934: Der goldene Pierrot, opereta en ocho escenas (libreto: Oskar Felix y Otto Kleinert)
- 1935: Schach dem König, opereta
- 1950: Liebe im Dreiklang , opereta (libreto: Emil F. Malkowsky y Walter W. Goetze)